# Ibrahim Danlad
Ibrahim Danlad (ur. 2 grudnia 2002 w Akrze) – ghański piłkarz, reprezentant kraju, grający na pozycji bramkarza. Obecnie zawodnik Ethiopian Coffee. 

## Kariera klubowa
Danlad w wieku juniorskim szkolił się w Hamburg FC Sunyani. Do Asante Kotoko przeniósł się w 2016. W 2019 został wypożyczony do Berekum Chelsea, dla której rozegrał przez cały sezon 14 spotkań. 
Następny sezon spędził na wypożyczeniu w King Faisal, którego bramki strzegł w 12 meczach ligowych. Następnie powrócił do Asante Kotoko, z którym zdobył mistrzostwo Ghana Premier League w sezonie 2021/22. Dla drużyny Asante grał do 2024, po czym przeniósł się do Ethiopian Coffee. 
Aktualne na 2 kwietnia 2025.
| Sezon   | Klub             | Kraj    | Rozgrywki              | Mecze | Bramki |
| ------- | ---------------- | ------- | ---------------------- | ----- | ------ |
| 2018    | Asante Kotoko    | Ghana   | Ghańska Premier League | 0     | 0      |
| 2019    | Asante Kotoko    | Ghana   | Ghańska Premier League | 1     | 0      |
| 2019/20 | Berekum Chelsea  | Ghana   | Ghańska Premier League | 14    | 0      |
| 2020/21 | King Faisal      | Ghana   | Ghańska Premier League | 12    | 0      |
| 2021/22 | Asante Kotoko    | Ghana   | Ghańska Premier League | 20    | 0      |
| 2022/23 | Asante Kotoko    | Ghana   | Ghańska Premier League | 10    | 0      |
| 2023/24 | Asante Kotoko    | Ghana   | Ghańska Premier League | 13    | 0      |
| 2024/25 | Ethiopian Coffee | Etiopia | I liga etiopska        | 0     | 0      |

## Kariera reprezentacyjna
Danlad reprezentował Ghanę na młodzieżowym poziomie międzynarodowym. Debiut w pierwszej reprezentacji miał miejsce 24 lipca 2022. Przeciwnikiem była reprezentacja Beninu, a mecz zakończył się zwycięstwem Ghany 3:0.
W listopadzie 2022 został powołany do składu reprezentacji Ghany na Mistrzostwa Świata. Podczas turnieju pełnił rolę bramkarza rezerwowego.
Jak dotychczas Danlad wystąpił w 7 spotkaniach reprezentacji Ghany. 
Aktualne na 2 kwietnia 2025.
| Mecze i gole w reprezentacji | Mecze i gole w reprezentacji | Mecze i gole w reprezentacji | Mecze i gole w reprezentacji | Mecze i gole w reprezentacji | Mecze i gole w reprezentacji | Mecze i gole w reprezentacji |
| #                            | Data                         | Miasto                       | Przeciwnik                   | Gol                          | Wynik                        | Rozgrywki                    |
| ---------------------------- | ---------------------------- | ---------------------------- | ---------------------------- | ---------------------------- | ---------------------------- | ---------------------------- |
| 1.                           | 24.07.2022                   | Cape Coast                   | Benin                        |                              | 3:0                          | Mistrzostwa Narodów Afryki   |
| 2.                           | 30.07.2022                   | Cotonou                      | Benin                        |                              | 1:0                          | Mistrzostwa Narodów Afryki   |
| 3.                           | 28.08.2022                   | Cape Coast                   | Nigeria                      |                              | 2:0                          | Mistrzostwa Narodów Afryki   |
| 4.                           | 03.09.2022                   | Abudża                       | Nigeria                      |                              | 0:2                          | Mistrzostwa Narodów Afryki   |
| 5.                           | 15.01.2023                   | Konstantyna                  | Madagaskar                   |                              | 1:2                          | Mistrzostwa Narodów Afryki   |
| 6.                           | 19.01.2023                   | Konstantyna                  | Sudan                        |                              | 3:1                          | Mistrzostwa Narodów Afryki   |
| 7.                           | 28.01.2023                   | Oran                         | Niger                        |                              | 0:2                          | Mistrzostwa Narodów Afryki   |

## Sukcesy
Asante Kotoko
- Mistrzostwo Ghana Premier League (1): 2021/22
- Puchar Ghany (1): 2017